# 包拉克镇区
包拉克镇区為緬甸克耶邦包拉克縣的鎮區。2014年人口10,996人，區域面積1,948.7平方公里。該鎮区轄下104個村莊。包拉克為該鎮区首府。